# Centros Andaluces
Los Centros Andaluces fueron asociaciones culturales que existieron en toda Andalucía, en otros lugares de España e incluso en el extranjero, dedicados a la realización de congresos, conferencias, publicaciones, exposiciones, servicio de biblioteca, fiestas y en general, de cualquier actividad relacionada con la difusión del andalucismo. El primer Centro Andaluz fue inaugurado el 22 de octubre de 1916 en Sevilla, con una conferencia de Blas Infante. Todos los centros en España fueron clausurados con la instauración de la Dictadura de Primo de Rivera, pero aún quedan algunos abiertos en el extranjero. 
Entre otras, los Centros Andaluces editaron las revistas Bética y Andalucistas. 